# Realidade cruzada
Realidade Cruzada (RC), segundo Kirner et al. (2012) é um ambiente de realidade misturada ubíqua que vem da fusão de uma rede de sensores e atuadores (que coletam e enviam dados relacionados ao mundo real) com mundos virtuais compartilhados, usando a interface da realidade aumentada, onde a troca de informação é bidirecional entre o mundo real e o mundo virtual.  

## Elementos Correlatos
A Realidade Cruzada vem da fusão de vários mundos, como mostrado na Figura Diagrama de Kirner de múltiplas realidades.
As definições dos mundos representados pelo diagrama estão a seguir:
- Mundo Real é o mundo, onde o usuário está imerso naturalmente, sem o apoio de nenhum artefato tecnológico, interagindo diretamente com o ambiente, através de seu corpo e de suas faculdades mentais, explorando sua capacidade cognitiva multissensorial, em toda sua plenitude.
- Realidade aumentada (Augmented Reality), segundo Kirner (2011)[4]  é uma interface baseada na sobreposição de informações virtuais geradas por computador (envolvendo imagens estáticas e dinâmicas, sons espaciais e sensações hápticas) com o ambiente físico do usuário, percebida através de dispositivos tecnológicos e usando as interações naturais do usuário, no mundo físico.

- Realidade virtual (Virtual Reality), segundo Kirner (2011)[4]  é uma interface computacional que permite ao usuário interagir, em tempo real, em um espaço tridimensional gerado por computador, usando seus sentidos, através de dispositivos especiais. Podendo ser totalmente transportado para o mundo (imersivo), ou parcialmente transportado (não imersivo).
- Mundos virtuais distribuídos (Shared Virtual Worlds): segundo Schroeder (2008)[5] são ambientes ou sistemas que usuários interagem com outros participantes como se estivessem no mesmo ambiente.
- Mundos ubíquos (Ubiquitous Worlds), para Weiser (1993)[6] que definiu computação ubíqua (UbiComp), é a integração entre sistemas móveis, com a presença do usuário distribuída entre elementos computacionais, onde a tecnologia pode ser perceptível ou não, com capacidade de interpretar as ações do ambiente e do usuário e adaptar a interface humana.

## Modalidades
Realidade Cruzada (Cross-Reality), segundo Kirner et al. (2012) podem ser de duas formas: 
- sobreposta (Overlapped Cross Reality), onde elementos reativos virtuais e reais são sobrepostos [7] ou,
- não sobrepostos (Non Overlapped Cross-Reality) onde elementos virtuais e reais não se sobrepõem [8] [9].

A Figura Exemplo de Realidade Cruzada, mostra um exemplo de sobreposição dos raios de luz virtual e do led, e a não sobreposição dos botões.